# Пештішу-Маре
Пештішу-Маре (рум. Peștișu Mare) — село у повіті Хунедоара в Румунії. Адміністративно підпорядковане місту Хунедоара.
Село розташоване на відстані 291 км на північний захід від Бухареста, 8 км на південь від Деви, 120 км на південний захід від Клуж-Напоки, 131 км на схід від Тімішоари.

## Населення
За даними перепису населення 2002 року у селі проживали 1276 осіб.
Національний склад населення села:
| Національність | Кількість осіб | Відсоток |
| -------------- | -------------- | -------- |
| румуни         | 1054           | 82,6%    |
| угорці         | 214            | 16,8%    |
| німці          | 6              | 0,5%     |

Рідною мовою назвали:
| Мова      | Кількість осіб | Відсоток |
| --------- | -------------- | -------- |
| румунська | 1071           | 83,9%    |
| угорська  | 201            | 15,8%    |